# Pritzwalker SV 1911
Der Pritzwalker SV 1911 ist ein deutscher Sportverein, der in der Kleinstadt Pritzwalk im Land Brandenburg beheimatet ist. 

## Porträt

### Betriebssportgemeinschaft
1911 ist das Gründungsjahr des Pritzwalker SV, der vor dem Zweiten Weltkrieg mit etwa 1000 Mitgliedern und einem breiten Sportartenangebot zu den größten Sportvereinen in der nordbrandenburgischen Prignitz gehörte. 1945 wurde er vom Alliierten Kontrollrat wie alle Vereine in Deutschland verboten. Nach einer Übergangszeit mit lose organisierten Sportgemeinschaften gründete sich Ende der 1940er Jahre die Betriebssportgemeinschaft (BSG) Maschinen-Ausleih-Station (MAS) Pritzwalk mit der örtlichen MAS als Trägerbetrieb. Obwohl die Betriebssportgemeinschaften mehrere Sportsektionen unterhielten, wurde die BSG MAS nur durch den Fußballsport bekannt. 
In der Saison 1949/50 wurde die BSG in der drittklassigen Bezirksklasse Brandenburg Erster der Staffel Nordwest/A und qualifizierte sich über die Aufstiegsrunde für die Landesklasse Brandenburg 1950/51. Diese war nach Einführung der DDR-Liga ebenfalls nur noch drittklassig. Nachdem die BSG 1950 der DDR-weiten Sportvereinigung Traktor unterstellt worden war, musste sie den Namen „BSG Traktor Pritzwalk“ annehmen. In der Landesklasse schaffte die BSG Traktor knapp den Klassenerhalt, musste aber in der folgenden Saison 1951/52 absteigen. 1952 wurden in der DDR die Länder zugunsten von Bezirken abgeschafft und daraufhin im Sport neue Ligen eingeführt. Nach dem Abstieg wurde Traktor Pritzwalk für die Saison 1952/53 in die viertklassige Bezirksklasse Potsdam eingegliedert, aus der sie umgehend den Aufstieg in die Bezirksliga Potsdam schaffte. Da die Pritzwalker nicht den Klassenerhalt schafften, spielten sie von 1954/55 an wieder in der Bezirksklasse, die nach Einführung der neuen drittklassigen II. DDR-Liga nur noch fünfte Liga war. Es dauerte bis 1966, ehe die BSG Traktor wieder in die Bezirksliga zurückkehrte. Diese war inzwischen nach Einstellung der II. DDR-Liga wieder drittklassig geworden. Bereits 1964 hatte sich für Pritzwalk als Bezirksklassen-Staffelsieger der Aufstieg zerschlagen, weil es für die Saison 1964/65 wegen der Reduzierung der Bezirksliga von zwei auf eine Staffel keine Aufsteiger gab. 
Neun Spielzeiten konnten sich die Pritzwalker in der Bezirksliga behaupten. Am 15. September 1968 schloss sich die BSG Stahl Pritzwalk der BSG Traktor an und das Getriebewerk Pritzwalk übernahm die neu gebildete BSG, sich fortan BSG Motor nannte. Die Platzierungen in der Bezirksliga verschlechterten sich von Saison zu Saison. 1974 wurde die BSG Letzter, und nur die Erweiterung auf zwei Staffeln bewahrte sie vor dem Abstieg. Dieser erfolgte 1976, als Motor Pritzwalk in seiner Staffel wieder Letzter geworden war. Bis 1983 gab es ein Wechselspiel zwischen Bezirksklasse und Bezirksliga, ehe die BSG Motor von der Saison 1983/84 bis zum Ende des DDR-Spielklassensystems 1990 in der Bezirksklasse verblieb. Die Spielzeit 1989/90 schloss die BSG mit Platz vier ab.

### Eingetragener Verein
Im Laufe des Jahres 1990 stellte das Getriebewerk aufgrund der veränderten wirtschaftlichen Verhältnisse nach der politischen Wende von 1989/90 die Förderung der Betriebssportgemeinschaft ein. Da inzwischen die Bildung eingetragener Vereine möglich geworden war, beschlossen Mitglieder der BSG deren Umwandlung in einen solchen Verein, um die Möglichkeiten der öffentlichen Förderung zu nutzen. Als Vereinsname wurde auf den Vorkriegsverein zurückgegriffen, und die BSG nannte sich nun Pritzwalker SV 1911. Die Fußballer bildeten weiter die leistungsstärkste Abteilung, sie stiegen 1992 in die damals siebtklassige Landesklasse Brandenburg auf und wurden 1993 Brandenburger Pokalsieger. 1999 gelang der Aufstieg in die Landesliga, ehe 2002 wieder in die Landesklasse abgestiegen werden musste. Am 17. November 2003 schieden die Abteilungen Fußball und Hockey aus dem Pritzwalker SV aus und gründeten den neuen Verein Pritzwalker FHV 03. Seither bietet der Pritzwalker SV nur noch die Sportarten Aerobic, Badminton, Judo, Kegeln, Kraftsport und Tischtennis an, die fast alle im Wettkampfmodus stehen (Stand 2016). 